# Franz Schnyder
Pour les articles homonymes, voir Schnyder.
Franz Schnyder est un réalisateur, scénariste et producteur suisse. Il est né le 5 mars 1910 à Berthoud et décédé le 8 février 1993 à Berne.

## Filmographie
- 1941 : Gilberte de Courgenay
- 1942 : Das Gespensterhaus
- 1943 : Wilder Urlaub
- 1944 : Marie-Louise
- 1954 : Uli, der Knecht
- 1955 : Uli, der Pächter
- 1955 : Heidi und Peter
- 1956 : Zwischen uns die Berge
- 1957 : Der 10 Mai
- 1958 : Die Käserei in der Vehfreude
- 1960 : Anna Bäbi Jowäger
- 1963 : Sittlichkeitsverbrecher
- 1964 : Geld und Geist
- 1968 : Die Sechs Kummerbuben

## Récompense
- 1958 : Nommé à l'Ours d'or à la Berlinale pour Der 10 mai